# Мореа, Энрике
Энрике Хорхе (Рики) Мореа (исп. Enrique Jorge "Ricky" Morea; 11 апреля 1924, Буэнос-Айрес — 15 марта 2017, там же) — аргентинский теннисист и спортивный администратор. Мореа — победитель чемпионата Франции 1950 года в миксте, ещё четырежды играл в финалах турниров Большого шлема в мужском и смешанном парном разрядах. Он также выиграл теннисный турнир Панамериканских игр 1951 года в Буэнос-Айресе в одиночном и мужском парном разрядах.

## Игровая карьера
Энрике Мореа был единоличным лидером аргентинского тенниса на протяжении полутора десятилетий с середины 1940-х годов. Уже в 1944 году он выиграл Международный чемпионат Аргентины и с этого момента удерживал звание первой ракетки Аргентины в одиночном и парном разрядах вплоть до 1960 года. На первых в истории Панамериканских играх, проходивших в 1951 году у него на родине, в Буэнос-Айресе, Мореа также завоевал золотые медали в одиночном и мужском парном разрядах, добавив к ним «серебро» в миксте, а четыре года спустя в Мехико стал трёхкратным серебряным призёром. С 1948 по 1958 год Мореа представлял Аргентину в Кубке Дэвиса.
Уже в 1946 году Мореа в паре с Панчо Сегурой стал финалистом чемпионата Франции, уступив там местной паре Ивон Петра-Марсель Бернар. Своего высшего успеха в турнирах Большого шлема он достиг четыре года спустя, также во Франции, когда стал с американкой Барбарой Скофилд чемпионом в миксте. В следующие пять лет он трижды выходил в финал Уимблдонского турнира в смешанном парном разряде, всякий раз с новой партнёршей, но так и не сумел выиграть это соревнование. В одиночном разряде он дважды — в 1953 и 1954 годах — становился полуфиналистом чемпионата Франции, а на Уимблдоне и чемпионате США доходил до четвёртого круга. Международный чемпионат Аргентины он выигрывал шесть раз — в 1944, 1949—1951, 1954 и 1956 годах, и ещё пять раз был финалистом. Мореа также побеждал в одиночном разряде на Международном чемпионате Нидерландов (1953), Египта (1954) и Уругвая (1955), а на международном чемпионате Италии 1954 года уступил лишь в финале Баджу Патти (в парном разряде он становился победителем этого турнира в 1954 и 1955 годах). В 1953 и 1954 годах Мореа включался в десятку сильнейших теннисистов мира, составляемую по итогам сезона обозревателем газеты Daily Telegraph Лансом Тингеем. Он продолжал участвовать в южноамериканских турнирах вплоть до 1969 года.

## Финалы турниров Большого шлема за карьеру

### Мужской парный разряд
| Результат | Год  | Турнир            | Покрытие | Партнёр      | Соперники в финале        | Счёт в финале        |
| --------- | ---- | ----------------- | -------- | ------------ | ------------------------- | -------------------- |
| Поражение | 1946 | Чемпионат Франции | Грунт    | Панчо Сегура | Марсель Бернар Ивон Петра | 5-7 3-6 6-0 6-1 8-10 |

### Смешанный парный разряд
| Результат | Год  | Турнир                  | Покрытие | Партнёрша        | Соперники в финале                 | Счёт в финале |
| --------- | ---- | ----------------------- | -------- | ---------------- | ---------------------------------- | ------------- |
| Победа    | 1950 | Чемпионат Франции       | Грунт    | Барбара Скофилд  | Патрисия Каннинг-Тодд Билл Талберт | без игры      |
| Поражение | 1952 | Уимблдонский турнир     | Трава    | Тельма Койн-Лонг | Дорис Харт Фрэнк Седжмен           | 6-4 3-6 4-6   |
| Поражение | 1953 | Уимблдонский турнир (2) | Трава    | Ширли Фрай       | Дорис Харт Вик Сейксас             | 7-9 5-7       |
| Поражение | 1955 | Уимблдонский турнир (3) | Трава    | Луиза Браф       | Дорис Харт Вик Сейксас             | 6-8 6-2 3-6   |

## Дальнейшая карьера
По окончании выступлений Мореа занялся административной и тренерской работой. Он трижды выполнял обязанности арбитра финальных матчей Кубка Дэвиса — в 1972, 1976 и 1979 годах. С 1975 по 1979 год он занимал пост президента Аргентинской ассоциации тенниса и в этом качестве в 1976 году способствовал открытию Национальной теннисной школы при спортивном клубе Бельграно, в которой учились такие будущие звёзды Аргентинского тенниса, как Хосе Луис Клерк, Карлос и Алехандро Гаттикеры, 14-я ракетка мира Ивана Мадруга и победительница Открытого чемпионата США 1977 года среди девушек Клаудиа Касабьянка. Школа была закрыта в 1981 году, при новом президенте ассоциации.
В 1996 году Мореа стал исполняющим обязанности президента Аргентинской ассоциации тенниса и с 1997 года ещё четырежды переизбирался на президентский пост, в 2010 году получив титул почётного президента ассоциации. Благодаря ему во второй половине 1990-х годов была возрождена Национальная теннисная школа, воспитанниками которой среди прочих в это время были Давид Налбандян, Гильермо Кориа, Мария Эмилия Салерни и полуфиналистка Открытого чемпионата Франции Клариса Фернандес. Мореа также занимал административные должности в Международной федерации тенниса и входил в совет директоров и избирающую комиссию Международного зала теннисной славы.
Энрике Мореа был женат на Алисии Масони — в прошлом вице-президенте Олимпийского комитета Аргентины. У супругов трое детей. В 2016 году состояние здоровья Мореа ухудшилось, но несмотря на это он планировал на следующий год, как обычно, посетить Уимблдонский турнир. Однако Мореа не дожил до лета, скончавшись 15 марта 2017 года в Буэнос-Айресе в возрасте 92 лет.